# Pietro Mazzarino
Pietro Mazzarino, o Mazzarini (Palermo, 1576 – Roma, 4 febbraio 1654), fu il padre del celebre cardinale Mazzarino.
Era figlio di Girolamo Mazzarino e di Margherita de Franchis-Passavera. Apparteneva alla nobile famiglia siciliana dei Mazzarino.

## Biografia
Pietro Mazzarino proveniva da una famiglia sufficientemente agiata da permettergli di seguire gli studi, cosa che egli fece con un certo successo. Alla morte del padre, tuttavia, egli vendette quanto rimaneva in casa e partì per Roma, munito di lettere di raccomandazione per il Gran connestabile di Napoli, Filippo Colonna, principe di Paliano. Entrato al suo servizio, divenne suo ciambellano e successivamente amministratore di alcune delle sue proprietà. 
Fu governatore di Visso dal 1611 al 1613. 
Grazie alla sua abilità e prudenza divenne sempre più benvoluto dal suo padrone che, quando Pietro decise di sposarsi, gli fece dare in moglie la propria figlioccia, la bella e virtuosa Ortensia Bufalini (1575 – 1644), appartenente ad una nobile famiglia di Città di Castello 

## Matrimoni e discendenza
Da Ortensia Bufalini (1575 – 1644) Pietro ebbe sei figli:
- Giulio Mazzarino (1602 – 1661), cardinale e primo ministro di Francia
- Michele Mazzarino (1607 – 1648), religioso domenicano con il nome di fra' Michele, arcivescovo di Aix-en-Provence e poi cardinale
- Anna-Maria Mazzarino (1607 – 1669), priora di Santa Maria in Campo
- Laura Margherita Mazzarino (1608 – 1685), andata sposa, nel 1634, al conte Geronimo Martinozzi (n. 1610), dal quale ebbe due figlie:
  - Laura Martinozzi, andata sposa  ad Alfonso IV d'Este, duca di Modena
  - Anna Maria Martinozzi (1637  – 1672), andata sposa nel 1654 al  principe Armando di Borbone-Conti
- Clelia Mazzarino (1609 – 1649), andata sposa al marchese Pietro Muti (†1649)
- Geronima Mazzarino (1614 – 1656), andata sposa al barone Michele Lorenzo Mancini (†1660), dal quale ebbe numerosi figli fra i quali: Laura Vittoria Mancini (1636 – 1657), Olimpia Mancini (1639 – 1708), Maria (1640  –  1715), Ortensia Mancini (1646 – 1699), Maria Anna Mancini (1649 – 1714), tutte accasate con famiglie francesi di alto lignaggio (tranne Maria, che sposò comunque uno dei principi Colonna), e Filippo Giuliano Mancini (1641 –  1707), erede universale del noto cardinale Giulio

Rimasto vedovo di Ortensia, Pietro si risposò con Porzia Orsini.